# Championnat du Costa Rica de football 1952
Navigation
Saison précédente Saison suivante
La Primera División 1952 est la trente-deuxième édition de la première division costaricienne.
Lors de ce tournoi, le CS Herediano a tenté de conserver son titre de champion du Costa Rica face aux neuf meilleurs clubs costariciens.
Chacun des dix clubs participant était confronté une fois aux neuf autres équipes.

## Les 10 clubs participants
| \| San José: Gimnástica Española CS La Libertad UD Moravia Deportivo Saprissa Universidad LD Alajuelense CS Cartagines I San José CS Herediano I San José I San José Orión FC I San José I San José CS Uruguay \| Localisation des clubs engagés dans le championnat. |
| San José: Gimnástica Española CS La Libertad UD Moravia Deportivo Saprissa Universidad LD Alajuelense CS Cartagines I San José CS Herediano I San José I San José Orión FC I San José I San José CS Uruguay                                                           |

| Club                | Stade                        | Capacité          | Ville      |
| LD Alajuelense      | Stade Alejandro Morera Soto  | 17 900            | Alajuela   |
| CS Cartagines       | Stade José Rafael Meza       | 13 500            | Cartago    |
| Gimnástica Española | Stade inconnu                | Capacité inconnue | San José   |
| CS Herediano        | Stade Eladio Rosabal Cordero | 8 100             | Heredia    |
| CS La Libertad      | Stade national du Costa Rica | 25 500            | San José   |
| UD Moravia          | Stade inconnu                | Capacité inconnue | San José   |
| Orión FC            | Stade Lito Monge             | 27 500            | Curridabat |
| Deportivo Saprissa  | Stade national du Costa Rica | 25 500            | San José   |
| Universidad         | Stade Ecológico              | 1 800             | San José   |
| CS Uruguay          | Stade Municipal el Labrador  | 2 500             | Coronado   |

## Compétition
Les dix équipes s'affrontent une fois selon un calendrier tiré aléatoirement. Le dernier du classement joue le barrage de relégation face au champion de Segunda División.
Le classement est établi sur l'ancien barème de points (victoire à 2 points, match nul à 1, défaite à 0).
Le départage final se fait selon les critères suivants :
- Le nombre de points.
- Un match de départage.

### Classement
| Rang | Équipe              | Pts | J | G | N | P | Bp | Bc | Diff |
| ---- | ------------------- | --- | - | - | - | - | -- | -- | ---- |
| 1    | Deportivo Saprissa  | 16  | 9 | 7 | 2 | 0 | 22 | 5  | +17  |
| 2    | LD Alajuelense      | 14  | 9 | 6 | 2 | 1 | 18 | 5  | +13  |
| 3    | CS Herediano (T)    | 13  | 9 | 5 | 3 | 1 | 19 | 7  | +12  |
| 4    | CS Cartagines       | 10  | 9 | 5 | 0 | 4 | 19 | 21 | -2   |
| 5    | Orión FC            | 9   | 9 | 3 | 3 | 3 | 18 | 13 | +5   |
| 6    | CS La Libertad      | 8   | 9 | 2 | 4 | 3 | 11 | 16 | -5   |
| 7    | Gimnástica Española | 7   | 9 | 3 | 1 | 5 | 9  | 14 | -5   |
| 8    | CS Uruguay          | 7   | 9 | 3 | 1 | 5 | 16 | 18 | -2   |
| 9    | Universidad         | 3   | 9 | 0 | 3 | 6 | 9  | 26 | -17  |
| 10   | UD Moravia          | 3   | 9 | 1 | 1 | 7 | 11 | 27 | -16  |

| Légende : Qualifications et relégations | Légende : Qualifications et relégations                    |
| --------------------------------------- | ---------------------------------------------------------- |
|                                         | Qualifié pour le barrage de relégation en Segunda División |
|                                         | (T) : Tenant du titre                                      |

### Barrage de relégation
| Club       | Aller | Retour | Club          | Commentaire |
| UD Moravia | 2-1   | 1-1    | Nicolás Marín |             |

## Bilan du tournoi
| Tableau d'Honneur |                    |
| Compétition       | Vainqueur          |
| Primera División  | Deportivo Saprissa |

| Promotions et relégations   |       |
| Relégué en Segunda División | Aucun |
| Promu de Segunda División   | Aucun |

## Statistiques

### Meilleur buteur
- Miguel Zeledón (Orión FC) 7 buts
- Jaime y José Meza (CS Cartagines) 7 buts